# Pa Pa Pa Pa Puffy
Pa Pa Pa Pa Puffy (znany też jako Pa-Pa-Pa-Pa Puffy, Pa-Pa-Pa-Pa-Puffy lub パパパパパフィー) – talk-show nadawany w Japonii na TV Asahi co środę w godzinach od 23:15 do 23:55, między 1 października 1997 a 27 marca 2002. Program prowadziły Ami Onuki i Yumi Yoshimura, znane jako Puffy AmiYumi. Po zakończeniu nadawania program miał też jedno wydanie specjalne 16 grudnia 2003. 
W programie Pa-Pa-Pa-Pa-Puffy wzięli udział tacy goście, jak Lenny Kravitz, Sylvester Stallone, Harrison Ford oraz grupa rockowa Garbage.